# 船井王
船井王（ふないおう、生没年不詳）は、奈良時代の皇族。正五位上・縫殿頭。

## 経歴
孝謙朝の天平勝宝9歳（757年）无位から従五位下に直叙される。淳仁朝では天平宝字3年（759年）内史頭に任ぜられ、天平神護元年（764年）従五位上に昇叙される。
称徳朝では神護景雲2年（768年）侍従、神護景雲3年（769年）刑部大輔と京官を務める。宝亀2年（771年）正五位上・因幡員外介に叙任されると、宝亀3年（772年）因幡守に昇格するなど、光仁朝前半は因幡国の国司を務めた。宝亀8年（777年）縫殿頭として京官に復している。

## 官歴
『続日本紀』による。
- 天平勝宝9歳（757年） 5月20日：従五位下（直叙）
- 天平宝字3年（759年） 正月11日：内史頭
- 天平神護元年（764年） 正月7日：従五位上
- 神護景雲2年（768年） 閏6月3日：侍従
- 神護景雲3年（769年） 3月10日：刑部大輔
- 宝亀2年（771年） 閏3月1日：玄蕃頭。7月23日：因幡員外介。11月26日：正五位下。11月28日：正五位上
- 宝亀3年（772年） 4月20日：因幡守
- 宝亀8年（777年） 正月27日：縫殿頭